# Wołków (rejon przemyślański)
Wołków (ukr. Вовків) – wieś na Ukrainie w rejonie lwowskim (wcześniej w rejonie przemyślańskim) należącym do obwodu lwowskiego.

## Położenie
Na podstawie Słownika geograficznego Królestwa Polskiego i innych krajów słowiańskich: Wołków to wieś w powiecie przemyślańskim, 7 km na południowy wschód od Przemyślan.

## Historia
W 1921 wieś liczyła 166 zagród i 909 mieszkańców. W 1931 zagród było 181 a mieszkańców 955. 
W II Rzeczypospolitej wieś w powiecie przemyślańskim województwa tarnopolskiego. W 1944 r.  nacjonaliści ukraińscy z OUN-UPA zamordowali tutaj 24 Polaków, w tym księdza proboszcza Józefa Kaczorowskiego i jego matkę.